# Alexander Prast
Alexander Prast (7 luglio 1996) è un ex sciatore alpino italiano.

## Biografia
Originario di Terlano e attivo dal novembre del 2011, Prast ha esordito in Coppa Europa il 13 gennaio 2016 nello slalom gigante di Folgaria/Lavarone, non completando la prova, e in Coppa del Mondo il 25 novembre 2017 nella discesa libera di Lake Louise, arrivando 70º. Il 12 dicembre 2019, nello stesso giorno, ha conquistato a Zinal in supergigante il primo podio (3º) e l'unica vittoria in Coppa Europa; il 17 gennaio 2020 ha ottenuto a Wengen in combinata il miglior piazzamento in Coppa del Mondo (28º) e il 12 febbraio successivo l'ultimo podio in Coppa Europa, a Sella Nevea in supergigante (3º). La sua ultima gara in carriera è stata il supergigante di Coppa del Mondo disputato a Val-d'Isère il 12 dicembre 2020, durante la quale ha subito un grave infortunio al ginocchio: senza esser più riuscito a tornare alle competizioni, Prast ha annunciato il ritiro nel settembre del 2022. Non ha preso parte a rassegne olimpiche o iridate.

## Palmarès

### Mondiali juniores
- 1 medaglia:
  - 1 argento (discesa libera a Åre 2017)

### Coppa del Mondo
- Miglior piazzamento in classifica generale: 158º nel 2020

### Coppa Europa
- Miglior piazzamento in classifica generale: 4º nel 2020
- 3 podi:
  - 1 vittoria
  - 2 terzi posti

#### Coppa Europa - vittorie
| Data             | Località | Paese    | Specialità |
| ---------------- | -------- | -------- | ---------- |
| 12 dicembre 2019 | Zinal    | Svizzera | SG         |

Legenda:

SG = supergigante

### Campionati italiani
- 3 medaglie:
  - 2 argenti (combinata nel 2017; combinata nel 2019)
  - 1 bronzo (supergigante nel 2018)